# Lichenobactridium pertusariae
Lichenobactridium pertusariae är en svampart som beskrevs av Diederich & Etayo 1995. Lichenobactridium pertusariae ingår i släktet Lichenobactridium, divisionen sporsäcksvampar och riket svampar.   Inga underarter finns listade i Catalogue of Life.